# Deco
Deco, właśc. Anderson Luís de Souza (wym. [ˈdɛku]; ur. 27 sierpnia 1977 w São Bernardo do Campo) – portugalski piłkarz urodzony w Brazylii, grający na pozycji pomocnika.
Deco wygrał rozgrywki Ligi Mistrzów z dwoma różnymi klubami. Z FC Porto triumfował w 2004 roku, zaś z FC Barcelona w 2006. W sezonie 2003/2004 został również wybrany MVP tych rozgrywek.
Deco wraz z reprezentacją Portugalii wystąpił na Mistrzostwach Europy 2004 i 2008 oraz na Mistrzostwach Świata 2006 i 2010. Dotychczas rozegrał w jej barwach siedemdziesiąt meczów. Deco 26 sierpnia 2013 roku ogłosił zakończenie kariery piłkarskiej.

## Kariera klubowa

### Początki
Anderson Luís de Souza znany jako Deco urodził się w południowo-wschodniej Brazylii, w mieście São Bernardo do Campo. Kiedy był dzieckiem, koledzy przezywali go De (krótsza wersja imienia Anderson). Natomiast co oznacza gaworzący. Stąd wziął się jego boiskowy pseudonim Deco. Jego pierwotna wersja brzmiała Decuzinho. Pierwsze treningi rozpoczął w małym klubie Bom Fin de Campines. Pierwszy profesjonalny kontrakt podpisał z Corinthians Paulista, jednak w jego barwach rozegrał tylko dwa ligowe mecze. W 1997 roku przeniósł się do Corinthians Alagoano, by nie zaliczając żadnego występu odejść do Benfiki Lizbona. Pomimo dobrych występów w sparingach, działacze portugalskiego klubu postanowili wypożyczyć swojego zawodnika. Młody, utalentowany piłkarz trafił do FC Alverca. W sezonie 1997/98 rozegrał w jej barwach ponad trzydzieści spotkań w lidze i strzelił trzynaście goli. Tym wynikiem oraz dobrą grą Deco zwrócił na siebie uwagę FC Porto. Zawodnik rundę jesienną następnych rozgrywek spędził występując w SC Salgueiros, po czym podpisał kontrakt z portugalskim gigantem.

### FC Porto
W FC Porto Deco od razu stał się podstawowym zawodnikiem. Po przybyciu do klubu trenera Jose Mourinho zawodnik otrzymał opaskę kapitańską. W sezonie 2002/2003 poprowadził zespół do finału Pucharu UEFA w którym Porto po dwóch golach Derleia oraz jednym trafieniu Dmitrija Aleniczewa pokonało szkocki Celtic Glasgow. W kolejnych rozgrywkach Smoki dotarły do finału Ligi Mistrzów w którym pokonały AS Monaco 3-0. Deco w 71 minucie tego spotkania zdobył jedną z trzech bramek dla swojego zespołu.

### FC Barcelona
Po odejściu José Mourinho do Chelsea, Deco ogłosił, że chciałby wraz z nim dołączyć do londyńskiej ekipy. 6 lipca 2004 roku piłkarz podpisał jednak kontrakt z FC Barcelona, która zaoferowała najkorzystniejszą ofertę (12 milionów euro oraz Ricardo Quaresmę w pakiecie). Po odejściu z Dumy Katalonii Edgara Davidsa oraz Cocu, to właśnie Portugalczyk miał wypełnić lukę po swoich poprzednikach. Pomocnik otrzymał koszulkę z numerem 20, którą nosił wcześniej Quaresma. Pod koniec lipca Deco doznał kontuzji mięśnia przywodziciela, która wykluczyła go z gry na azjatyckim tournée jak i w meczu z Parmą. Pierwszy mecz w barwach Barcy rozegrał 18 sierpnia, kiedy to wystąpił w towarzyskim meczu z CF Vilafranca. Już w 12 minucie tego spotkania Deco silnym strzałem umieścił futbolówkę w bramce rywali. Zaliczył również dwie asysty przy golach Rafaela Márqueza i Samuela Eto’o. Po meczu ówczesny trener Barcelony, Frank Rijkaard stwierdził, że Deco jest wielkim zawodnikiem.
W Primera División Deco zadebiutował 29 sierpnia, w wygranym 2:0 meczu przeciwko Racingowi Santander. Portugalczyk miał doskonałą okazję na zdobycie gola i już w swoim pierwszym spotkaniu w hiszpańskiej ekstraklasie mógł wpisać się na listę strzelców, jednak jego strzał był niecelny. Już w pierwszych meczach w Barcelonie pokazał, że był jednym z kluczowych zawodników dla Rijkaarda. Jego klubowy kolega, Ronaldinho stwierdził, że to właśnie Deco najbardziej zasługuje na Złotą Piłkę. Tak samo przyznał były francuski zawodnik Michel Platini. Ostatecznie nagroda trafiła w ręce napastnika Milanu, Andrija Szewczenki. W czerwcu 2005 roku, po bardzo udanym sezonie 2004/05 (Mistrzostwo Hiszpanii, Superpuchar Hiszpanii) Deco przedłużył kontrakt z Barceloną do 2010 roku. 18 października w meczu Ligi Mistrzów z Panathinaikosem Ateny Portugalczyk doznał złamania trzeciego palca prawej dłoni. Tydzień później piłkarz przeszedł lekką operację która pomogła mu w powrocie na Gran Derby wygrane przez jego zespół 3:0. Barca dobrze spisywała się również w rozgrywkach Ligi Mistrzów. Doszła w nich do finału w którym pokonała 2:1 Arsenal F.C.. Latem 2006 roku pojawiły się pogłoski, że piłkarz przejdzie do Chelsea w zamian za Franka Lamparda. Do transferu jednak nie doszło i Portugalczyk oraz Anglik pozostali w swoich klubach. W sezonie 2006/07 Deco nadal był podstawowym zawodnikiem. Barcelona nie zdołała obronić żadnego z tytułów wywalczonych rok wcześniej. Latem ponownie pojawiły się plotki na temat opuszczenia Camp Nou przez piłkarza. Coraz głośniej mówiono o dołączeniu do Interu Mediolan oraz wymianie z Frankiem Lampardem. W sezonie 2007/08 Barcelona spisywała się bardzo słabo. Nie osiągnęła znacznych sukcesów. Deco, odchodząc z Blaugrany, skrytykował zarząd klubu za złe decyzje transferowe.

### Chelsea FC

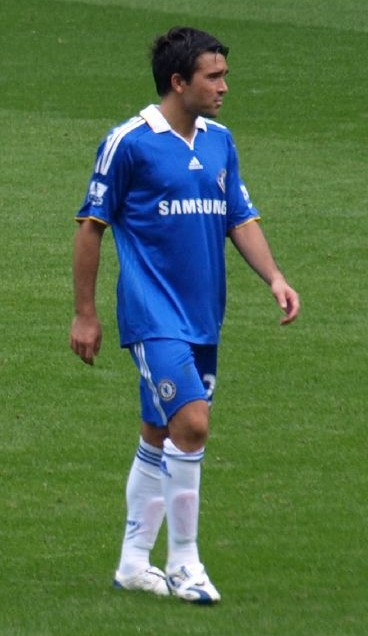
Deco w barwach Chelsea

30 czerwca 2008 roku po naciskach nowego menadżera The Blues Luiza Felipe Scolariego Deco przeszedł do Chelsea za około 10 mln euro. Portugalczyk szybko zaprzeczył, jakoby jego wybór (zaakceptowanie oferty CFC i odrzucenie oferty Interu) był podyktowany wyższymi zarobkami oferowanymi przez londyńczyków. Otrzymał koszulkę z numerem dwudziestym, którą odstąpił mu Paulo Ferreira. 23 lipca zadebiutował w Chelsea, grając w towarzyskim spotkaniu z chińskim Guangzhou Pharmaceutical. 17 sierpnia 2008 roku rozegrał swój pierwszy mecz w Premier League, kiedy to wystąpił w wygranym 4:0 pojedynku z Portsmouth FC. W tym spotkaniu strzelił również swojego pierwszego gola dla The Blues. Portugalski pomocnik dostał nagrodę dla najlepszego piłkarza sierpnia Baraclays Premier League. 6 grudnia Deco strzałem z przewrotki zapewnił swojemu zespołowi zwycięstwo nad Boltonem Wanderers. W marcu 2009 roku, w spotkaniu z Manchesterem City zawodnikowi odnowiła się kontuzja ścięgien. Do gry powrócił miesiąc później, kiedy to wystąpił w pojedynku z Boltonem. Był to ostatni występ Portugalczyka w sezonie 2008/2009. Jego klub zajął trzecie miejsce w lidze oraz zdobył Puchar Anglii.
Na początku czerwca 2009 roku Deco przyznał, że chce odejść z Chelsea. Powiedział, że gra w londyńskim klubie nie daje mu radości. Menadżer Interu Mediolan, Jose Mourinho, z którym Deco pracował jeszcze w Porto, stwierdził, że z dużą chęcią widziałby go w swoim zespole. Z przenosinami do Mediolanu łączony był również jego reprezentacyjny kolega Ricardo Carvalho. Pod koniec czerwca Deco po raz kolejny stwierdził, iż jego życzeniem jest opuszczenie zachodniego Londynu i dołączenie do Interu Mediolan. Następnie portugalski pomocnik skrytykował właściciela klubu Romana Abramowicza za wyrzucenie Luiza Felipe Scolariego. 1 lipca Inter oraz Chelsea zerwały rozmowy w sprawie przenosin do Mediolanu Deco oraz Carvalho. Powodem była zbyt wysoka cena. Kilka dni później Deco zmienił zdanie na temat swojego transferu i powiedział, że jest gotów pozostać w klubie ze Stamford Bridge.
Ostatecznie Portugalczyk pozostał w londyńskiej ekipie. Sezon 2009/10 rozpoczął od występu w spotkaniu o Tarczę Dobroczynności z Manchesterem United. Na boisku pojawił się w drugiej połowie, gdy jego zespół prowadził 2:1. W 91. minucie wyrównał Wayne Rooney. Do rozstrzygnięcia potrzebne były rzutu karne. W czwartej serii jedenastek Deco podszedł do piłki, jednak nie został dopuszczony do strzału, ponieważ był umieszczony za Salomonem Kalou na liście która została wręczona arbitrowi. The Blues wygrali rzutu karne 4:1 i zdobyli Tarczę. Pierwsze ligowe spotkanie w nowych rozgrywkach Deco rozegrał kilka dni później, kiedy to wystąpił w spotkaniu z Hull City. W doliczonym czasie gry Portugalczyk zagrał prostopadłą piłkę do wchodzącego w pole karne Didiera Drogby, który przelobował bramkarza rywali. Gol reprezentanta Wybrzeża Kości Słoniowej zapewnił The Blues zwycięstwo 2:1. Już w następnej kolejce, Deco strzałem z osiemnastu metrów ustalił na 3:1 wynik meczu z Sunderlandem. Sezon zakończył z jeszcze dwoma innymi bramkami na koncie. Obie zdobył w meczach z Boltonem Wanderers – jedną w pucharze ligi, zaś drugą w Premier League. Ostatni mecz rozegrał w połowie kwietnia, występując w pojedynku z Tottenhamem Hotspur przez pełne 90 minut. W sezonie 2009/2010 wraz z Chelsea wywalczył tytuł mistrza Anglii oraz zdobył Puchar Anglii.

### Fluminense
7 sierpnia 2010 podpisał kontrakt z Fluminense FC.
5 grudnia 2010 wygrał z Fluminense FC mistrzostwo Brazylii rozgrywając z tym klubem 16 meczów (w tym raz z ławki rezerwowych) i strzelając 2 gole. 26 sierpnia 2013 roku Deco ogłosił zakończenie kariery piłkarskiej.

## Kariera reprezentacyjna

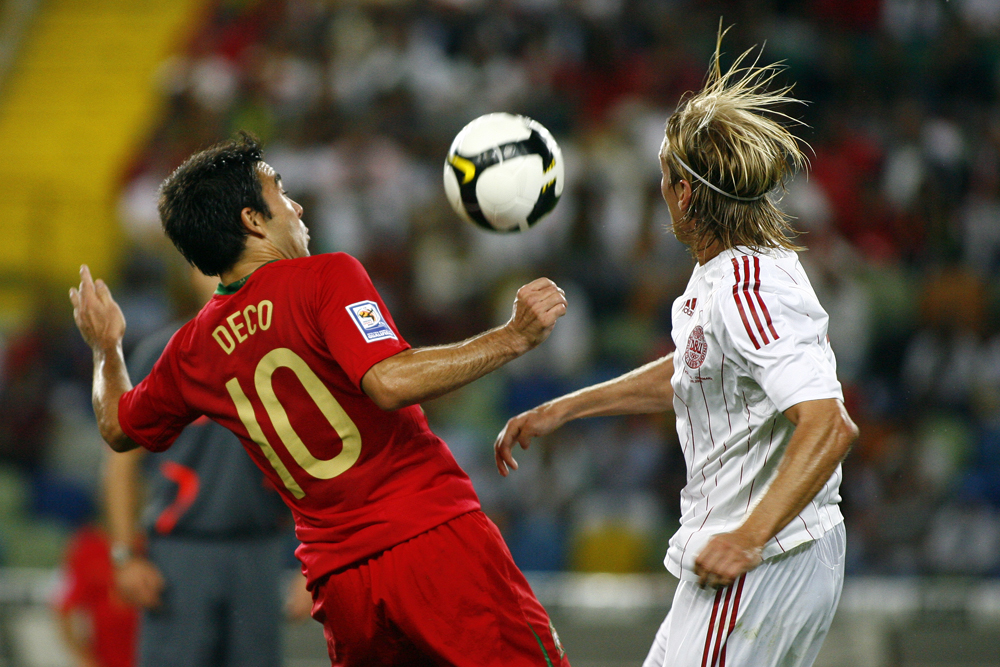
Deco grający dla Portugalii

Deco nigdy nie doczekał się powołania do reprezentacji Brazylii. Z tego powodu wielokrotnie wspominał o możliwości gry w reprezentacji Portugalii. W 2002 roku, po sześciu latach spędzonych w tym kraju otrzymał obywatelstwo. W kadrze zadebiutował 23 marca 2003 roku w spotkaniu ze swoim rodzimym krajem – Brazylią. W 82 minucie tego spotkania pokonał bramkarza rywali, Marcosa i zapewnił swojej drużynie pierwsze od 37 lat zwycięstwo nad Canarinhos. W 2004 roku Deco został powołany do reprezentacji na Mistrzostwa Europy. Jego drużyna doszła do finału imprezy w którym uległa 0:1 w meczu przeciwko Grecji. Deco wystąpił we wszystkich sześciu meczach turnieju. Kolejną dużą imprezą na którą piłkarz został powołany były Mistrzostwa Świata w Niemczech. Tam Portugalczycy spisywali się dobrze. Odpadli dopiero w półfinale, a następnie przegrali w meczu o trzecie miejsce z gospodarzami. Deco wystąpił w czterech spotkaniach i zdobył jednego gola (przeciwko Iranowi). Naturalizowany piłkarz dostał również powołanie na EURO 2008. Jego reprezentacji bez większych problemów wyszła z grupy, jednak już w ćwierćfinale nie sprostała późniejszym wicemistrzom Starego Kontynentu – Niemcom. Deco wystąpił w trzech meczach i strzelił jedną bramkę (w spotkaniu Czechami).
Deco po mistrzostwach świata w Południowej Afryce zakończył reprezentacyjną karierę

### Gole w reprezentacji
| Lp. | Data                 | Gdzie                       | Przeciwnik | Rezultat | Rozgrywki            |
| --- | -------------------- | --------------------------- | ---------- | -------- | -------------------- |
| 1.  | 29 marca 2003        | Porto, Portugalia           | Brazylia   | 2:1      | Mecz towarzyski      |
| 2.  | 13 października 2004 | Lizbona, Portugalia         | Rosja      | 7:1      | Kwalifikacje MŚ 2006 |
| 3.  | 17 czerwca 2006      | Frankfurt nad Menem, Niemcy | Iran       | 2:0      | MŚ 2006              |
| 4.  | 11 czerwca 2008      | Genewa, Szwajcaria          | Czechy     | 3:1      | EURO 2008            |
| 5.  | 10 września 2008     | Lizbona, Portugalia         | Dania      | 2:3      | Kwalifikacje MŚ 2010 |

## Życie prywatne
Deco z pierwszego małżeństwa z Cilą ma dwójkę dzieci: Joao Henrique i Pedro Gabriela. Z aktualną żoną, brazylijską modelką Jaciarą ma córeczkę Jasmin i syna Davida. Imię każdej pociechy, oprócz niedawno urodzonego Davida, Deco ma wytatuowane na lewym ramieniu.

### Pseudonim "Deco"
Jako dziecko koledzy przezywali go De (krótsza wersja imienia Anderson). Natomiast co oznacza gaworzący. Stąd wziął się jego boiskowy pseudonim Deco. Jego pierwotna wersja brzmiała Decuzinho. Pierwsze treningi rozpoczął w małym klubie Bom Fin de Campines.

## Sukcesy

### Odznaczenia
- Oficer Orderu Infanta Henryka – 2004[69]

### Nagrody indywidualne
- Gracz miesiąca Premier League: sierpień 2008
- Złota Piłka Klubowych Mistrzostw Świata: 2006
- MVP Ligi Mistrzów: 2003/2004
- Najlepszy pomocnik: 2003/2004, 2005/2006

### FC Barcelona
- Mistrzostwo Hiszpanii: 2004/2005, 2005/2006
- Superpuchar Hiszpanii: 2004/2005, 2005/2006
- Liga Mistrzów: 2005/2006

### FC Porto
- Mistrzostwo Portugalii: 1998/1999, 2002/2003, 2003/2004
- Puchar Portugalii: 1999/2000, 2002/2003
- Superpuchar Portugalii: 1998/1999, 2002/2003, 2003/2004
- Puchar UEFA: 2002/2003
- Liga Mistrzów: 2003/2004

### Chelsea FC
- Mistrzostwo Anglii: 2009/2010
- Puchar Anglii: 2008/2009, 2009/2010
- Tarcza Dobroczynności: 2009/2010

### Reprezentacja Portugalii
- Wicemistrzostwo Europy: 2004
- IV miejsce na Mistrzostwach Świata: 2006

### Fluminense
- Mistrzostwo Brazylii: 2010